# Giebelstadt
Giebelstadt – gmina targowa w Niemczech, w kraju związkowym Bawaria, w rejencji Dolna Frankonia, w regionie Würzburg, w powiecie Würzburg, siedziba wspólnoty administracyjnej Giebelstadt. Leży około 15 km na południe od Würzburga, przy drodze B19.
W Giebelstadt swą siedzibę ma jeden z największych w Europie producentów jachtów, firma BAVARIA Yachtbau GmbH.

## Dzielnice
W skład gminy wchodzą następujące dzielnice: Allersheim, Euerhausen, Eßfeld, Giebelstadt, Herchsheim, Ingolstadt in Unterfranken, Sulzdorf.

## Demografia
| Rok  | Liczba mieszk. |
| ---- | -------------- |
| 1970 | 3886           |
| 1987 | 3642           |
| 2000 | 4454           |

## Polityka
Rada gminy składa się z 17 członków:
|      | CSU | SPD | Niezrzeszeni | Razem     |
| 2002 | 7   | 2   | 8            | 17 miejsc |

## Osoby urodzone w Giebelstadt
- Florian Geyer – dyplomata